# Best Song Ever
Best Song Ever è un singolo del gruppo musicale britannico One Direction, pubblicato il 22 luglio 2013 come primo estratto dal terzo album in studio Midnight Memories.
Il brano è stato presentato per la prima volta dal vivo ai Teen Choice Awards 2013 ma aveva già debuttato al primo posto di iTunes in circa sessanta paesi.

## Video musicale
Precedentemente all'uscita del videoclip ufficiale, fissata per il 22 luglio 2013, il 19 luglio 2013 Vevo ha pubblicato una versione audio ufficiale del brano per contrastare la diffusione di copie pirata. Il video ufficiale, scritto e diretto da Ben Winston con James Corden, viene puntualmente pubblicato il 22 luglio.
Dieci i protagonisti del video: i cinque membri dei One Direction e cinque addetti allo studio di registrazione: Harvey e Jonny i responsabili dello studio (Niall e Louis), Leeroy il coreografo (Liam), Marcel l'addetto al marketing (Harry) e Veronica l'assistente sexy (Zayn). Sei i trailer precedentemente disponibili prima dell'uscita del video.
Il video ha ottenuto la certificazione Vevo per tre volte (oltre 300 milioni di visualizzazioni), e ha infranto il record del Vevo 24-hour con 12,3 milioni di visualizzazioni.

## Accoglienza
Best Song Ever ha ricevuto un misto di recensioni dai critici musicali contemporanei. Amy Sciaretto di PopCrush ha assegnato al brano 3 stelle e mezza su 5, immaginando che «i primi 20 secondi e intro della canzone» fossero tuttavia probabilmente un omaggio ai The Who per la somiglianza con la canzone Baba O'Riley, mentre il resto fosse firmato 1D. Sciaretto ha continuato a chiamare la canzone «soffice e divertente», tuttavia ha dichiarato che non era tanto accattivante quanto i precedenti singoli Live While We're Young e Kiss You. Click Music ha reagito negativamente alla canzone, dandogli 1 stella e mezza su 5, descrivendola come «noiosa» e chiamandola «creativamente sterile», accusandoli invece di plagio di Baba O'Riley; la polemica è rimbalzata dai social network (in particolare Twitter) ai media, causando l'intervento dello stesso Pete Townshend che ha affermato che gli accordi copiati sono in realtà abbastanza comuni nella musica leggera.
Dando alla canzone 4 stelle e mezza, Bill Lamb di About.com ha scritto che «non è la miglior canzone di sempre, questa è probabilmente la loro miglior canzone» e che è «molto buona». Ha chiamato la canzone «sciolta», «giocosa» e «divertente»; una grande introduzione al loro nuovo album e il meglio del passato degli One Direction concentrato in una canzone. Martin ha descritto la canzone come una giovanile «celebrazione» affermando che era «sicuramente per i bambini» e ha dichiarato che non era il loro migliore lavoro, tuttavia l'ha denotata come «straordinariamente orecchiabile» e lodato il falsetto di Zayn alla fine della canzone.

## Promozione
Il gruppo ha eseguito il brano dal vivo per la prima volta il 30 luglio 2013 presso il centro SAP in San Jose, California, durante il loro concerto del Take Me Home Tour. La canzone è stata aggiunta alla scaletta del concerto di tutti gli spettacoli. La prima performance televisiva del singolo è stata nei Teen Choice Awards del 2013, esattamente l'11 agosto. Il gruppo ha anche eseguito la canzone, insieme ad alcuni dei loro altri successi, al The Today Show il 23 agosto e su America's Got Talent, il 28 agosto e di nuovo su The X Factor Australia il 27 ottobre. La prima esecuzione sulla televisione britannica risale al 15 novembre per la trasmissione di beneficenza Children in Need 2013.

## Tracce
CD singolo
1. Best Song Ever – 3:22 (Hector, Ryan, Bunetta, Drewett)
2. Last First Kiss (Live Version from the Motion Picture One Direction: This Is Us) (Albin Nedler, Kristoffer Fogelmark, Rami Yacoub, Cark Falk, Savan Kotecha, Zayn Malik, Liam Payne, Louis Tomlinson)

CD maxi-singolo
1. Best Song Ever – 3:22 (Hector, Ryan, Bunetta, Drewett)
2. Best Song Ever (Jump Smokers Remix) – 3:08 (Hector, Ryan, Bunetta, Drewett)
3. Best Song Ever (Westfunk & Steve Smart Remix) – 3:08 (Hector, Ryan, Bunetta, Drewett)
4. Last First Kiss (Live Version from the Motion Picture One Direction: This Is Us) (Albin Nedler, Kristoffer Fogelmark, Rami Yacoub, Cark Falk, Savan Kotecha, Zayn Malik, Liam Payne, Louis Tomlinson)

## Classifiche

### Classifiche settimanali
| Classifica (2013)                          | Posizione massima |
| ------------------------------------------ | ----------------- |
| Australia (ARIA)                           | 4                 |
| Austria (Ö3 Austria Top 40)                | 17                |
| Belgio (Ultratop 50 Flanders)              | 12                |
| Belgio (Ultratop 50 Wallonia)              | 17                |
| Brasile (Billboard Brasil Hot 100)         | 59                |
| Brasile Hot Pop Songs                      | 19                |
| Canada (Canadian Hot 100)                  | 2                 |
| Repubblica Ceca (Rádio Top 100)            | 19                |
| Danimarca (Tracklisten)                    | 2                 |
| Europa (Euro Digital Songs)                | 4                 |
| Francia (SNEP)                             | 12                |
| Germania (Media Control Charts)            | 20                |
| Grecia Digital Songs (Billboard)           | 8                 |
| Ungheria (Single Top 20)                   | 4                 |
| Irlanda (IRMA)                             | 2                 |
| Italia (FIMI)                              | 3                 |
| Giappone (Japan Hot 100)                   | 24                |
| Libano (The Official Lebanese Top 20       | 12                |
| Messico (Monitor Latino) English Top 20    | 4                 |
| Olanda (Dutch Top 40)                      | 16                |
| Olanda (Single Top 100)                    | 5                 |
| Nuova Zelanda (Recorded Music NZ)          | 3                 |
| Norvegia (VG-lista)                        | 20                |
| Scozia (Official Charts Company)           | 2                 |
| Slovacchia (Rádio Top 100)                 | 50                |
| Sudafrica (EMA)                            | 8                 |
| Corea del Sud (Gaon International Chart)   | 11                |
| Spagna (PROMUSICAE)                        | 9                 |
| Svezia (Sverigetopplistan)                 | 22                |
| Svizzera (Schweizer Hitparade)             | 11                |
| Turchia (Turkish Singles Chart)            | 2                 |
| UK Singles (Official Charts Company)       | 2                 |
| US Billboard Hot 100                       | 2                 |
| US Mainstream Top 40 (Billboard)           | 16                |
| US Adult Top 40 (Billboard)                | 40                |
| Venezuela Pop Rock General (Record Report) | 2                 |

### Classifiche di fine anno
| Classifica (2013)                    | Posizione |
| ------------------------------------ | --------- |
| Australia (ARIA)                     | 97        |
| Belgio (Ultratop 50 Flanders)        | 96        |
| Canada (Canadian Hot 100)            | 97        |
| Olanda (Single Top 100)              | 82        |
| UK Singles (Official Charts Company) | 50        |
| US Billboard Hot 100                 | 74        |

## Pubblicazione
| Paese       | Data           | Formato           | Etichetta |
| ----------- | -------------- | ----------------- | --------- |
| Francia     | 22 Luglio 2013 | Download digitale | Sony      |
| Germania    | 22 Luglio 2013 | Download digitale | Sony      |
| Italia      | 22 Luglio 2013 | Download digitale | Sony      |
| Regno Unito | 22 Luglio 2013 | Download digitale | Syco      |
| Stati Uniti | 22 Luglio 2013 | Download digitale | Columbia  |
| Stati Uniti | 23 Luglio 2013 | Radio             | Columbia  |
| Germania    | 16 Agosto 2013 | Single            | Sony      |
| Francia     | 19 Agosto 2013 | Single            | Sony      |
| Regno Unito | 19 Agosto 2013 | Single            | Syco      |
| Stati Uniti | 20 Agosto 2013 | Singolo           | Columbia  |
| Giappone    | 21 Agosto 2013 | Single            | Sony      |
| Italia      | 27 Agosto 2013 | Single            | Sony      |

## Premi
| Anno | Cerimonia              | Premio                         | Risultato       |
| ---- | ---------------------- | ------------------------------ | --------------- |
| 2013 | MTV Video Music Awards | Migliore canzone dell'estate   | Vincitore/trice |
| 2013 | Rockbjörnen            | Miglior canzone internazionale | Candidato/a     |
| 2013 | World Music Awards     | Miglior canzone mondiale       | Candidato/a     |
| 2013 | World Music Awards     | Miglior video mondiale         | Candidato/a     |